# Leucocoryne conconensis
Leucocoryne conconensis är en amaryllisväxtart som beskrevs av Pierfelice Ravenna. Leucocoryne conconensis ingår i släktet Leucocoryne och familjen amaryllisväxter. Inga underarter finns listade i Catalogue of Life.